# Dae Jang-geum Park
Dae Jang-geum Park (hangul: 대장금 파크), wcześniej znany jako MBC Dramia (hangul: MBC 드라미아) – odkryty plan filmowy będący własnością Munhwa Broadcasting Corporation oraz miasta Yongin. Położony jest w mieście Yongin, w prowincji Gyeonggi, w Korei Południowej.
Plan powstał w sierpniu 2005 roku, który został stworzony na podstawie danych historycznych i bardzo dokładnie odzwierciedla strukturę oraz kulturę czasów starożytnych. Plan został otwarty dla turystów 21 czerwca 2011 roku. Całkowita powierzchnia kompleksu wynosi 2 776 860 m², z czego rzeczywisty plan zajmuje 165 tys. m². Jego obecna nazwa pochodzi od hitu MBC z 2003 roku – Klejnot w pałacu, podczas gdy poprzednia nazwa powstała z połączenia słów „drama” i „utopia”. Były tu m.in. kręcone takie produkcje jak Haereul pum-eun dal, Dong-yi, czy też Seondeok yeo-wang. W kompleksie znajdują się stałe plany naśladujące budynki pochodzące z czasów Trzech Królestw Korei, Goryeo i Joseon. Dae Jang-geum Park jest jednym z większych parków tematycznych promujących koreańską falę.

## Nakręcone seriale
Seriale telewizyjne, które zostały nakręcone w Dae Jang-geum Park:
- Shin Don (2005)
- Samhanji – Jumong pyeon (2007)
- Yi San (2007)
- Seondeok yeo-wang (2009)
- Dong-yi (2010)
- The Duo (2011)
- Gyebaek (2011)
- Haereul pum-eun dal (2012)
- Warrior K (2012)
- Dr. Jin (2012)
- Arang sattojeon (2012)
- The King's Doctor (2012)
- Guam Heo Jun (2013)
- Księga rodziny Gu (2013)
- Bur-ui yeosin Jeong-i (2013)
- Je-wang-ui ttal, Su Baek-hyang (2014)
- Cesarzowa Ki (2014)
- Yagyeongkkun ilji (2014)
- Binnageona michigeona (2015)
- Hwajeong (2015)
- Bam-eul geonneun seonbi (2015)
- Okjunghwa (2016)
- Yeokjuk: baegseong-eul humchin dojeog (2017)
- Gunju – Gamyeon-ui ju-in (2017)
- Wang-eun saranghanda (2017)
- Wang-i doen namja (2019)
- Haechi (2019)